# Haydée Tamara Bunke Bider
Haydée Tamara Bunke Bider, più nota come Tania la Guerrigliera (Buenos Aires, 19 novembre 1937 – Puerto Mauricio, 31 agosto 1967), è stata una rivoluzionaria e guerrigliera argentina.
Tamara nasce da genitori tedeschi, militanti comunisti in esilio in Argentina. Dopo la guerra i genitori di Tamara decidono di tornare in Germania, in quella che era la Repubblica Democratica Tedesca, per costruire il socialismo. Tamara, sentimentalmente legata all'America Latina, dove è nata, studia lingue romanze e diviene interprete per il governo, incarico che la porta a conoscere Che Guevara. In seguito, decide di trasferirsi a Cuba e dedicare la sua vita alla Rivoluzione cubana; la militanza rivoluzionaria la porterà a diventare agente segreto prima e guerrigliera poi, col nome in codice Tania, esperienza che la condurrà alla morte.

## Biografia

### La giovinezza e la Germania Est
Nel 1952 la famiglia decide di rientrare nella Repubblica Democratica Tedesca. L'anno seguente Tamara frequenta la scuola Clara Zetkin di Stalinstadt (oggi Eisenhüttenstadt) ed entra nella Libera Gioventù Tedesca.
Nel 1956, dopo aver terminato le scuole medie superiori, Tamara entra nelle file del Partito Socialista Unificato di Germania. Nel 1958 si iscrive alla Facoltà di Lettere e Filosofia dell'Istituto di Lingue Romanze della Humboldt-Universität. Qui coltiva il proprio interesse per l'America Latina con la fondazione di un gruppo di studio e di scambio con studenti di questo continente. Il 2 gennaio del 1959 scrive ad un amico: "stiamo impazzendo di gioia per le notizie di Cuba. Aspettiamo notizie in ogni momento: dice la radio che i ribelli sono entrati a Santiago”.
Nel 1960 conosce i primi cubani e organizza un'esposizione sulla Rivoluzione cubana. Durante una conferenza all'Università di Lipsia fa inoltre da interprete a Che Guevara. Lavora inoltre come interprete per il Balletto Nazionale di Cuba.

### L'arrivo a Cuba
Il 12 maggio 1961 arriva a Cuba e inizia a lavorare come interprete nell'Istituto Cubano di Amicizia coi Popoli (ICAP), entrando a far parte attivamente delle attività rivoluzionarie: entra nella milizia e partecipa alle giornate di lavoro volontario assieme al Che. È pure tra gli insegnanti che si recano in tutti i villaggi dell'isola per sconfiggere la piaga dell'analfabetismo.

### La clandestinità e la guerriglia in Bolivia
Nel 1964 lascia Cuba e, dopo vari mesi in Europa occidentale, ritorna in America Latina con il nome di Laura Gutiérrez Bauer, di nazionalità argentina. Dopo un breve periodo in Perù si trasferisce in Bolivia. Qui riesce, dopo un paziente lavoro, ad entrare nell'ambiente governativo e a procurarsi documenti segreti, che saranno utilizzati da Che Guevara.
Nell'aprile del 1966, in Messico, si incontra con il cubano Juan Carretero (detto Ariel), che le comunica che è stata ammessa nel Partito Comunista di Cuba e le mostra la tessera con la firma di Fidel Castro. In maggio ritorna a La Paz e, nel mese di agosto, partecipa all'appoggio logistico ai guerriglieri che arrivano da Cuba. Alla fine di dicembre giunge all'accampamento del Comandante Guevara a Ñancahuazú.
Dopo nemmeno un mese si reca in missione a Buenos Aires, su incarico del Che, dove contatta Ciro Bustos e Eduardo Jozami. Al suo ritorno conduce Ciro Bustos e Régis Debray all'accampamento guerrigliero.

### La morte
Il 31 agosto 1967, dopo la delazione di Honorato Rojas, Tamara cade con altri guerriglieri in un'imboscata al guado di Puerto Mauricio, lungo il Rio Grande. 

### La sepoltura
Il 22 settembre 1998, dopo un lungo periodo di ricerca, vengono recuperati i suoi resti, che arrivano all'Avana il 13 dicembre. Il 30 dicembre la piccola cassa coperta dalla bandiera cubana viene inumata nel Mausoleo di Che Guevara a Santa Clara.

## Cronologia
- 1937-1951: nasce a Buenos Aires, da genitori tedeschi, ebrei e comunisti, qui emigrati due anni prima, dopo l'avvento di Hitler in Germania. In Argentina, Tania frequenta la scuola elementare e la scuola media.
- 1952-1959: dopo la fondazione della Repubblica Democratica Tedesca, Tania (quattordicenne), con tutta la famiglia, torna in Germania e va a vivere nei paraggi di Berlino Est.

Qui frequenta il liceo e l'università, specializzandosi in lingue straniere.
- 1960: Tania è interprete di Che Guevara, allora ministro cubano, in visita alla RDT.
- 1961: emigra a Cuba e lavora all'Avana come interprete presso l'ICAP, l'Istituto Cubano di Amicizia coi Popoli, e presso la Federazione delle Donne Cubane.
- 8 marzo 1963: Tania viene scelta dal Che per entrare nella clandestinità rivoluzionaria, e inizia a frequentare i corsi segreti di "scuola clandestina" a Cienfuegos, a Cuba.
- 8 marzo 1964: Tania viene inviata in Italia col nome di Marta Iriarte: impara l'italiano; (molto probabilmente è ospite presso l'editore Giangiacomo Feltrinelli a Milano).
- Estate 1964: è agente segreto cubano in Germania Ovest e in vari Paesi europei; Tania parla numerose lingue: tedesco, inglese, russo, francese, italiano e spagnolo.
- Autunno 1964: viene inviata in America Latina col nome di Laura Gutiérrez Bauer, di professione etnologa, con cittadinanza argentina; prima va in Perù poi va in Bolivia.

A La Paz, capitale boliviana, Tania (che suona chitarra, fisarmonica e pianoforte) si fa assumere dal ministero della cultura, in qualità di etnologa, antropologa e ricercatrice del folklore boliviano: ottiene così un lasciapassare governativo per poter viaggiare in tutto il Paese (naturalmente per prendere appunti da consegnare al Che).
- Per tutto il 1965 Tania visita la Bolivia (come noto il Che nel 1965 era in Congo).
- Gennaio 1966: Tania è contattata per fare parte della spedizione boliviana del Che.
- Gennaio 1967: Tania arriva al campo guerrigliero boliviano del Che (detto Ramón).
- Aprile 1967: Tania si ammala e il Che la lascia nel gruppo più protetto (di Joaquín).
- 31 agosto 1967: il gruppo di Joaquín (per colpa della spia contadina Honorato Rojas) è massacrato dai soldati boliviani della CIA; anche Tania muore, a soli 29 anni.
- 1970, all'Avana, le due storiche cubane Marta Rojas e Mirta Rodriguez diedero alle stampe foto-libro dal titolo "Tania, la guerrillera inolvidable".
- 1971, a Milano, esce il libro suddetto col titolo "Tania la guerrigliera".
- 1974, l'astronoma sovietica Ljudmila Žuravlёva intitola a lei il Minor planet 2283 Bunke.